# Simone Routier
Marie-Marguerite-Simone Routier (née le 4 mars 1901 à Québec et décédée le 6 novembre 1987 à Sainte-Anne-de-la-Pérade), petite-nièce de l'historien François-Xavier Garneau, est une poète et écrivaine québécoise. Elle a écrit plusieurs recueils de poèmes et plusieurs journaux intimes, dont un seulement - Adieu, Paris! Journal d'une évacuée canadienne - sera publié.  

## Biographie
Simone Routier fait ses études primaires et secondaires chez les Ursulines de Québec et étudie ensuite à l'École des beaux-arts de Québec où elle apprend le dessin, le modelage et le violon. Elle fait notamment partie d’un ensemble musical de Québec.
Simone Routier entretient une correspondance avec Alain Grandbois à partir des années 1920, et ce, pendant deux ans. Elle lui voue un amour et une amitié inégalables, mais met fin à ses amours avec ce poète un vendredi de septembre. 
En 1927, elle commence l’écriture de L’Immortel adolescent et, suivant les conseils de Paul Morin, Routier modifie plusieurs vers de cette œuvre. Le poème Le Coffret de Mosaïque de ce recueil de poèmes est d'ailleurs dédié à Alain Grandbois. En 1929, elle obtient le prix David pour cette œuvre et devient membre de la Société des Poètes canadiens-français. L’inspiration pour ce recueil de poèmes lui est venue durant ses études aux Beaux-Arts à Québec; elle avait alors modelé dans la glaise le buste d’un adolescent à qui elle prêta, dans son poème, « la vie, la pensée, l’âme immortelle ». La bourse obtenue grâce au prix David lui permet de réaliser son rêve d’aller en France où elle travaille aux Archives du Canada à Paris (1930-1940) comme dessinatrice en cartographie et poursuit ses études à la Sorbonne en littérature française et en phonétique. Elle est également correspondante pour le journal L’Événement de Québec et elle collabore à ceux de France-Amérique, Paris-Canada, Parenthèse et la revue d’avant-garde La Bouteille à la Mer.  
La plupart des œuvres de Simone Routier seront préfacées par des personnalités influentes du monde littéraire. En 1931, la poète publie Ceux qui seront aimés, un recueil de poèmes que préface Louis Dantin, un des plus grands critiques de l’époque. Vient ensuite Paris, Amour, Deauville (1932), récit que préface l’écrivain français Gaston Picard. En 1934, elle publie Les Tentations avec une préface de l’académicien Fernand Gregh.   
Durant son séjour en France, Simone Routier fait la connaissance de Louis Courty, avocat de conseil de Paris, qui deviendra son fiancé le 12 août 1939. La date du mariage est fixée pour le 3 septembre, mais la Seconde Guerre mondiale venant d’éclater, Louis Courty meurt dans un accident de voiture deux jours avant leur union.
Forcée de s’exiler de France sous ordre de Georges Vanier, Simone Routier rentre au Canada en 1940 et publie Adieu, Paris ! Journal d’une évacuée canadienne. Dans ce journal intime, Simone Routier, faisant à la fois le deuil de Paris et celui de son fiancé mort, raconte, du 10 mai au 17 juin 1940, les horreurs de la Deuxième Guerre mondiale. Ce journal, ayant été réédité cinq fois, connaît une forte réception à l’époque.
Après son exil de Paris, Routier se sent seule, souffre et entre au Monastère des Dominicaines à Berthierville dans un désir de soulager sa souffrance. Elle n’y restera que 10 mois. À la suite de sa sortie du cloître, elle publie Les Psaumes du jardin clos (1947) ainsi que Le Long voyage (1947). Elle tient d’ailleurs un journal, durant son séjour au monastère, intitulé Dix mois au cloître des Moniales dominicaines, qui ne sera malheureusement jamais publié. C’est durant cette même année qu’elle est reçue à l’Académie canadienne-française (31 mars 1947) où elle a la chance d'occuper le dix-huitième fauteuil, le deuxième à être occupé par une femme. À cette occasion, Rina Lasnier prononce le discours de présentation. 
En fin de vie, Simone Routier délaisse la vie littéraire et se consacre à sa carrière diplomatique. Elle travaillera aux Archives nationales à Ottawa (1947-1950), à l’ambassade du Canada à Bruxelles (1950-1955) et au consulat canadien de Boston à titre de Vice-consul (1955-1958).
En 1958, elle épouse Fortunat (Tony) Drouin et s’établit dans le nord de Montréal. Elle meurt en 1987 à Sainte-Anne-de-la-Pérade. 
Le fonds d'archives de Simone Routier est conservé au centre d'archives de Montréal de la Bibliothèque et Archives nationales du Québec.

## Œuvres
- 1929 - L'Immortel adolescent
- 1931 - Ceux qui seront aimés
- 1932 - Paris, Amour, Deauville
- 1934 - Les Tentations
- 1940 - Réponse à «Désespoir de vieille fille»
- 1940 - Adieu, Paris! Journal d'une évacuée canadienne
- 1947 - Les Psaumes du jardin clos
- 1947 - Le Long voyage

## Distinctions
- 1929 - Prix David, L’Immortel adolescent
- 1929 - Membre de la Société des Poètes canadiens-français
- 1930 - Membre de la Société des Poètes français
- 1947 - Membre de l'Académie canadienne-française

## Hommages
La rue Simone-Routier a été nommée en son honneur, en 2009, dans la ville de Québec.

## À lire
- Louise-Hélène Filion: Entre distanciation et médiation. Perceptions de l’Allemagne nazie et rencontres interculturelles chez Hélène J. Gagnon, Simone Routier et Paul Péladeau, en: Europa zwischen Text und Ort. Interkulturalität in Kriegszeiten 1914-1954. L'Europe entre Texte et Lieu. Interculturalités en temps de guerre 1914-1954. Jahrbuch des Frankreichzentrums, 12. Éd. Université de la Sarre.  Transcript, Bielefeld 2013  (ISBN 3837623572) pp. 199 - 213 Abstract